# Liste der Parlamentsabgeordneten von Gibraltar (15. Wahlperiode)
Diese Liste gibt einen Überblick über die Mitglieder des Parlaments von Gibraltar in der 15. Wahlperiode seit 2023.
Die 17 Mitglieder des Parlaments von Gibraltar, nach der letzten Wahl sind (alphabetisch geordnet):
| Mitglied des Parlaments | Mitglied des Parlaments | Partei | Bemerkungen                                                                                          |
| ----------------------- | ----------------------- | ------ | --- |
|                         | Arias-Vasquez, Gemma    | GSLP   | |
|                         | Azopardi, Keith         | GSD    | Parteiführer der GSD seit 30. November 2017                                                          |
|                         | Bossano, Joseph John    | GSLP   | Ehemaliger Chief Minister von Gibraltar (1988–1996) und ehemaliger Parteiführer der GSLP (1978–2011) |
|                         | Bossino, Damon James    | GSD    | |
|                         | Bruzon, Leslie          | LPG    | |
|                         | Clinton, Roy Mark       | GSD    | |
|                         | Cortes, John Emmanuel   | GSLP   | |
|                         | Feetham, Nigel          | GSLP   | |
|                         | Garcia, Joseph John     | LPG    | Parteiführer der LPG (seit 1992) und derzeitiger Deputy Chief Minister von Gibraltar (seit 2011)     |
|                         | Ladislaus, Joelle       | GSD    | |
|                         | Orfila, Patricia        | GSLP   | |
|                         | Origo, Giovanni         | GSD    | |
|                         | Picardo, Fabian Raymond | GSLP   | Parteiführer der GSLP und derzeitiger Chief Minister von Gibraltar (seit 2011)                       |
|                         | Reyes, Edwin Joseph     | GSD    | |
|                         | Sacarello, Craig        | GSD    | |
|                         | Sanchez, Atrish         | GSD    | |
|                         | Santos, Christian       | GSLP   | |